# Atanasio Echeverría y Godoy
Atanasio Echeverría y Godoy (geb. vor 1785; gest. nach 1788) war ein mexikanischer Zeichner, der als Illustrator für die Real Expedición Botánica a la Nueva España (Königliche Botanische Expedition nach Neuspanien) arbeitete. Sein Geburts- und Todesdatum sind nicht überliefert, er starb schon als junger Mann an der Dysenterie.

## Leben
Auf Vorschlag des Expeditionsleiters Martín Sessé y Lacasta sollten die für die Dokumentation der neugefundenen Pflanzen benötigten Zeichner unter den Absolventen der 1785 in Mexiko gegründeten Kunstakademie Academia de San Carlos gesucht werden. Gemeinsam mit dem Leiter der Academia de San Carlos, Jerónimo Gil, unterrichtete Sessé von 1787 an die vier am weitesten fortgeschrittenen Schüler selbst im wissenschaftlichen Zeichnen. Obwohl das bisher nicht zu ihrer Ausbildung gehört hatte, zeigten die Schüler Talent. Sessé engagierte sich sehr, in einem Brief an Casimiro Gómez Ortega schrieb er: „Die für die Pflanzen Bestimmten besuchte ich zu jeder Stunde, animierte sie mit dem Preis, behandelte sie bereits wie Kollegen und gab auch andere Anreize, derer die natürliche Nachlässigkeit dieser Leute bedarf.“
Im April 1788 wurden Vicente de la Cerda und Atanasio Echeverría als Zeichner für die Expedition ausgewählt. Sessé bot ihnen jeweils 600 Pesos für die Zeit in der sie im Atelier arbeiteten, das doppelte für die Zeit auf Reisen. Diese Besoldung war deutlich geringer als die der Zeichner, die eine vergleichbare Expedition nach Peru begleitet hatten. Die Junta de Real Hacienda kürzte den Lohn der Zeichner dennoch auf 500 Pesos für die Arbeit im Atelier, das doppelte auf Reisen. Die beiden Expeditionszeichner waren beleidigt, weil man ihre Arbeit so gering schätzte und forderten eine Erhöhung ihrer Bezüge. Sessé sprach in dieser Angelegenheit beim Vizekönig vor.
Bei ihren Reisen durch Mexiko und die angrenzenden Länder fanden die Botaniker so viele neue und unbekannte Pflanzen, dass die mitreisenden Zeichner nur etwa ein Drittel davon abbilden konnten. Deshalb wurden sie angehalten, die Umrisse der Pflanze mit Tusche zu skizzieren und nur einen repräsentativen Ausschnitt mit Wasserfarben auszumalen. Dennoch erledigten sie ihre Arbeit mit großer Sorgfalt, bei einigen Zeichnungen lassen sich erst unter einem Vergrößerungsglas sämtliche Details erkennen. Die Darstellungen wurden so gut wie nie signiert, so dass nur selten feststellbar ist, von welchem der beiden Zeichner sie stammen. Insgesamt stellten sie 2000 Zeichnungen ganz oder teilweise fertig, dazu kommen 400 Skizzen.
Atanasio Echeverría begleitete Expeditionen nach Kalifornien, Nootka und Kuba. Von Nootka brachte er 200 Skizzen mit, die er in Kuba fertigstellen wollte. Bevor er dazu kam, erkrankte er an der Dysenterie und starb.
Augustin-Pyrame de Candolle benannte 1828 die neu aufgestellte Gattung Echeveria nach Atanasio Echeverría.